# Détermination du jour de la semaine
La détermination du jour de la semaine est un algorithme utilisé pour déterminer le jour de la semaine (lundi, mardi, mercredi, jeudi, vendredi, samedi, ou dimanche) connaissant la date, basé sur la notion mathématique de congruence. Il est aussi appelé congruence de Zeller, du mathématicien allemand Christian Zeller.

## Calendrier civil
L'année tropique moyenne (qui est désormais définie comme étant le temps nécessaire pour que la longitude écliptique du Soleil augmente de 360° – et non plus comme étant le temps séparant deux équinoxes de printemps successifs), donnée pour l'an 2000 par Pierre Bretagnon, astronome à l'Observatoire de Paris, compte 365,242 190 516 6 jours, 365 jours, 5 heures 48 minutes et 45,260 6 secondes, soit 31 556 925,260 6 secondes. Une année civile normale comprend 365 jours. Si aucune modification n'est réalisée, on commet tous les siècles une erreur de 24 jours 5 heures 15 minutes et 26 secondes, d'où des décalages dans les saisons.
- Les romains suivaient déjà cette division de l'année en 365 jours et instaurèrent tous les quatre ans une année de 366 jours ; ainsi l'année moyenne avait une longueur de 365,25 jours. En 100 ans on récupérait ainsi 25 jours ; mais c'est un peu trop : 18 heures 44 minutes et 34 secondes en excès. Au Concile de Nicée en 325, les évêques la dénomment année bissextile. Cela est valable dans le calendrier julien.
- Cependant, tous les quatre ans, ce système commet une erreur de 4 × 0,007 809 5 jour, soit 45 minutes, soit tous les mille ans une erreur de ~7,8 jours. En 1582 le pape Grégoire XIII instaure le système des années séculaires : parmi les années divisibles par 100, seules les années divisibles par 400 sont bissextiles. De fait, on récupère 3 jours tous les 400 ans.
{\displaystyle 365+{\frac {1}{4}}-{\frac {3}{400}}=365,2425} ; ainsi l'erreur n'est plus que de 0,000 309 5 jours par an en moyenne, soit 26,74 secondes de trop par rapport à l'année tropique ! L'écart cumulé serait alors de 3,094 9 jours, soit 3 jours 2 heures 16 minutes et 34 secondes en 10 000 ans.

[On doit ici mettre le conditionnel, car l'année tropique, indiquée ci-dessus pour l'an 2000, n'est pas constante ; elle diminue au cours des ans du fait que la vitesse de précession des équinoxes (qui était de 5 028,796 195 " par siècle le 1er janvier 2000, et qui était précisément au 1er janvier 2019, de 5 029,216 269" (~1,4°) par siècle, soit d'environ 50,3" par an, soit aussi d'environ 1° en 72 ans) croît elle-même de 2,211" par siècle par siècle, terme qui lui-même varie avec le temps en une longue période de 41 000 ans, tout comme la variation elle-même de l'obliquité de l'axe de la Terre, dont l'inclinaison actuellement diminue de 46,8" par siècle. Dans 10 000 ans, la vitesse de précession des équinoxes sera de ~52,52" par an, soit d'environ 1° en 68 ans. Il en découle que l'année tropique, dans 10 000 ans, sera plus courte qu'actuellement de 28,46 secondes et elle vaudra 365,241 861 116 jours. Cette diminution croissante donnera un effet cumulé d'encore 2 à 3 jours en plus des 3 jours pour l'écart déjà donné ci-dessus...]
- Ce principe est à la base du calendrier grégorien. L'erreur commise est de 1 jour tous les 4 000 ans, ce qui, à l'échelle humaine, devient acceptable. Lors de la réforme du calendrier par Grégoire XIII, il n'y a pas eu de changement sur le nom du jour, seul le quantième a été modifié ; ainsi le 15 octobre 1582 a succédé au 4 octobre 1582 : 10 jours ont été sautés, ainsi les 5, 6, 7, 8, 9, 10, 11, 12, 13, 14 octobre 1582 n'ont pas existé dans le calendrier grégorien, mais existent bel et bien dans le calendrier julien qui, au fil des siècles, a pris maintenant 13 jours « de retard », les années séculaires 1700, 1800 et 1900 ayant été bissextiles dans le calendrier julien, mais plus dans le calendrier grégorien.

## Détermination du jour
- Une année contient 52 semaines plus 1 ou 2 jours suivant qu'elle est ou n'est pas bissextile. Le nombre résiduel de jours modulo 7 s'écoulant en une année date pour date est donc 1 ou 2.
- Si {\displaystyle {\overline {abcd}}} est la date d'une année comprise entre 400 et 9999, {\displaystyle {\overline {ab}}} est la partie séculaire, {\displaystyle {\overline {cd}}} la partie annuelle. La partie entière du quart de sa partie annuelle donne une approximation du nombre d'années bissextiles depuis le dernier millésime. On note {\displaystyle k} le nombre :{\displaystyle k=E({\overline {cd}}/4)}où {\displaystyle E} désigne la fonction partie entière.
- L'idée est d'effectuer un calcul modulo 7, en déterminant dans un premier temps le jour du premier du mois correspondant. On doit tenir compte de la succession des mois (29, 30, ou 31 jours), et de la succession des années, avec la présence des années bissextiles.

### Tableaux de valeurs
Valeurs du jour :
| Dimanche | Lundi | Mardi | Mercredi | Jeudi | Vendredi | Samedi |
| -------- | ----- | ----- | -------- | ----- | -------- | ------ |
| 0        | 1     | 2     | 3        | 4     | 5        | 6      |

Valeurs du mois :
| Mois                 | Janvier | Février | Mars | Avril | Mai | Juin | Juillet | Aout | Septembre | Octobre | Novembre | Décembre |
| -------------------- | ------- | ------- | ---- | ----- | --- | ---- | ------- | ---- | --------- | ------- | -------- | -------- |
| Année non bissextile | 4       | 0       | 0    | 3     | 5   | 1    | 3       | 6    | 2         | 4       | 0        | 2        |
| Année bissextile     | 3       | 6       | 0    | 3     | 5   | 1    | 3       | 6    | 2         | 4       | 0        | 2        |

### Calendrier julien
La formule exacte est la suivante :
la valeur du jour vaut {\displaystyle (k+{\overline {cd}}+M+Q+6{\overline {ab}})\mod 7}
où {\displaystyle Q} est le quantième du mois, {\displaystyle M} la valeur du mois, et {\displaystyle k} la partie entière du quart de la partie annuelle, et mod est la fonction modulo
Premier exemple pour le jour des vêpres siciliennes en date du 31 mars 1282 qui sont connues comme ayant eu lieu un mardi (valeur associée 2) :
{\displaystyle k=20} ; {\displaystyle {\overline {cd}}=82} ; {\displaystyle M=0} ; {\displaystyle Q=31} ; {\displaystyle 6{\overline {ab}}=72} ; {\displaystyle k+{\overline {cd}}+M+Q+6{\overline {ab}}=205} ; {\displaystyle 205\equiv 2\mod 7} (mardi).
Deuxième exemple pour le 29 novembre 1259 qui est un samedi (valeur associée 6) :
{\displaystyle k=14} ; {\displaystyle {\overline {cd}}=59} ; {\displaystyle M=0} ; {\displaystyle Q=29} ; {\displaystyle 6{\overline {ab}}=72} ; {\displaystyle k+{\overline {cd}}+M+Q+6{\overline {ab}}=14+59+0+29+72=174} ; {\displaystyle 174\equiv 6\mod 7} (samedi).

### Calendrier grégorien
Dans le calendrier grégorien (valable depuis le 15 octobre 1582, et dans certains pays seulement), la valeur du jour est donnée par :
({\displaystyle k+q+{\overline {cd}}+M+Q+2+5{\overline {ab}}}) mod 7
où {\displaystyle Q} est le quantième du mois, {\displaystyle M} est la valeur du mois, {\displaystyle k} est la partie entière du quart de la partie annuelle, {\displaystyle q} la partie entière du quart de la partie séculaire, et mod est la fonction modulo La constante 2 est un ajustement, mais peut être évitée par un décalage des jours.
Premier exemple pour le jour de Pâques 2013 qui ne peut être qu'un dimanche (valeur associée 0) :
{\displaystyle k=E\left({\frac {13}{4}}\right)=3} ; {\displaystyle q=E\left({\frac {20}{4}}\right)=5} ; {\displaystyle {\overline {cd}}=13} ; {\displaystyle M=0} ; {\displaystyle Q=31} ; {\displaystyle 5{\overline {ab}}=100} ; {\displaystyle k+q+{\overline {cd}}+M+Q+2+5{\overline {ab}}=3+5+13+0+31+2+100=154} ; {\displaystyle 154\equiv 0\mod 7} (dimanche).
Deuxième exemple pour la date de naissance de son auteur 19 janvier 1939 qui est un jeudi (valeur associée 4) :
{\displaystyle k=E\left({\frac {39}{4}}\right)=9} ; {\displaystyle q=E\left({\frac {19}{4}}\right)=4} ; {\displaystyle {\overline {cd}}=39} ; {\displaystyle M=4} ; {\displaystyle Q=19} ; {\displaystyle 5{\overline {ab}}=95} ; {\displaystyle k+q+{\overline {cd}}+M+Q+2+5{\overline {ab}}=9+4+39+4+19+2+95=172} ; {\displaystyle 172\equiv 4\mod 7} (jeudi).